# Miss Rondônia 2017
Miss Rondônia 2017 foi a 48ª edição do tradicional concurso de beleza feminina de Miss Rondônia, válida à disputa de Miss Brasil 2017, único caminho para o Miss Universo. Sob a coordenação da colunista social mato-grossense Berta Zuleika,  o certame teve apenas seis (6) aspirantes municipais em busca da coroa da vencedora do ano anterior, Marina Theol Denny.  Marcada para o dia 3 de junho, a seletiva ocorreu no "Hotel Golden Plaza", localizado em Porto Velho,  e teve como campeã a jovem Maria Clara Medeiros Vicco, de Porto Velho. 

## Resultados

### Colocações
| Posição   | Cidade e Candidata                 |
| Vencedora | - Porto Velho - Maria Clara Vicco  |
| 2º. Lugar | - Jaru - Maíra Dias Rozeno         |
| 3º. Lugar | - Rolim de Moura - Alana Borchardt |

## Candidatas
Disputaram o título este ano:
- Ariquemes - Fernanda Santos [nota 1]

- Jaru - Maíra Dias Rozeno [5]

- Ji-Paraná - Siclei Maria Prior [6]

- Guajará-Mirim - Bárbara Costa [7]

- Porto Velho - Maria Clara Vicco

- Rolim de Moura - Alana Borchardt

## Informações das candidatas
Dados fornecidos pela organização:
| Ariquemes Fernanda tem 20 anos e 1.68m de altura. Está no 8° Período de Direito. Jaru Maíra tem 19 anos e 1.70m de altura. É acadêmica de Matemática na UNIR. | Ji-Paraná Siclei tem 22 anos e 1.72m de altura. É acadêmica de Educação Física. Guajará-Mirim Bárbara tem 22 anos e 1.75m de altura. É acadêmica de Jornalismo. | Porto Velho Clara tem 18 anos e 1.70m de altura. É acadêmica de Direito. Rolim de Moura Alana tem 19 anos e 1.73m de altura. É acadêmica de Design Gráfico. |

## Crossovers
Candidatas em outros concursos:
| Miss Rondônia Globo - 2014: Rolim de Moura - Alana Borchardt (Vencedora) - (Representando o município de Cacoal em São Miguel do Guaporé, RO) | Miss Brasil Globo - 2014: Rolim de Moura - Alana Borchardt (Top 10) - (Representando o Estado de Rondônia em Brasília, DF) |

## Ligações Externas
- Site do Miss Brasil

- Site do Miss Universo (em inglês)